# Opération Neuland
 (signalé en juillet 2025).
Si vous disposez d'ouvrages ou d'articles de référence ou si vous connaissez des sites web de qualité traitant du thème abordé ici, merci de compléter l'article en donnant les références utiles à sa vérifiabilité et en les liant à la section « Notes et références ».
- Archive Wikiwix
- Bing
- Cairn
- DuckDuckGo
- E. Universalis
- Gallica
- Google
- G. Books
- G. News
- G. Scholar
- Persée
- Qwant
- (zh) Baidu
- (ru) Yandex
- (wd) trouver des œuvres sur Wikidata

Seconde Guerre mondiale, Bataille des Caraïbes
L’opération Neuland (Nouvelle Terre) est le nom de code d'une opération de guerre sous-marine à outrance menée par la Kriegsmarine en mer des Caraïbes en 1942 pendant la Seconde Guerre mondiale. Six U-Boote allemands et cinq sous-marins italiens se déploient dans les eaux des Caraïbes, coulant quarante-cinq navires cargo alliés.

## Crédit de traduction
- (en) Cet article est partiellement ou en totalité issu de l’article de Wikipédia en anglais intitulé « Operation Neuland » (voir la liste des auteurs).